# Sebastian De Maio
Sebastian De Maio (ur. 5 marca 1987 w Saint-Denis) – francuski piłkarz włoskiego pochodzenia występujący na pozycji obrońcy.

## Kariera
Sebastian De Maio jest wychowankiem CS Louhans-Cuiseaux. Grał również w juniorach AS Nancy. W 2006 roku trafił do włoskiej Brescii. W Serie B rozegrał jednak tylko jeden mecz i został wypożyczony do grającej dwie ligi niżej Celano Olimpii. Do Brescii na cały sezon powrócił w 2009 roku i wywalczył ze swą drużyną awans do Serie A. W tej lidze zadebiutował 19 września 2010, w meczu z Chievo.